# ウォール街を占拠せよ

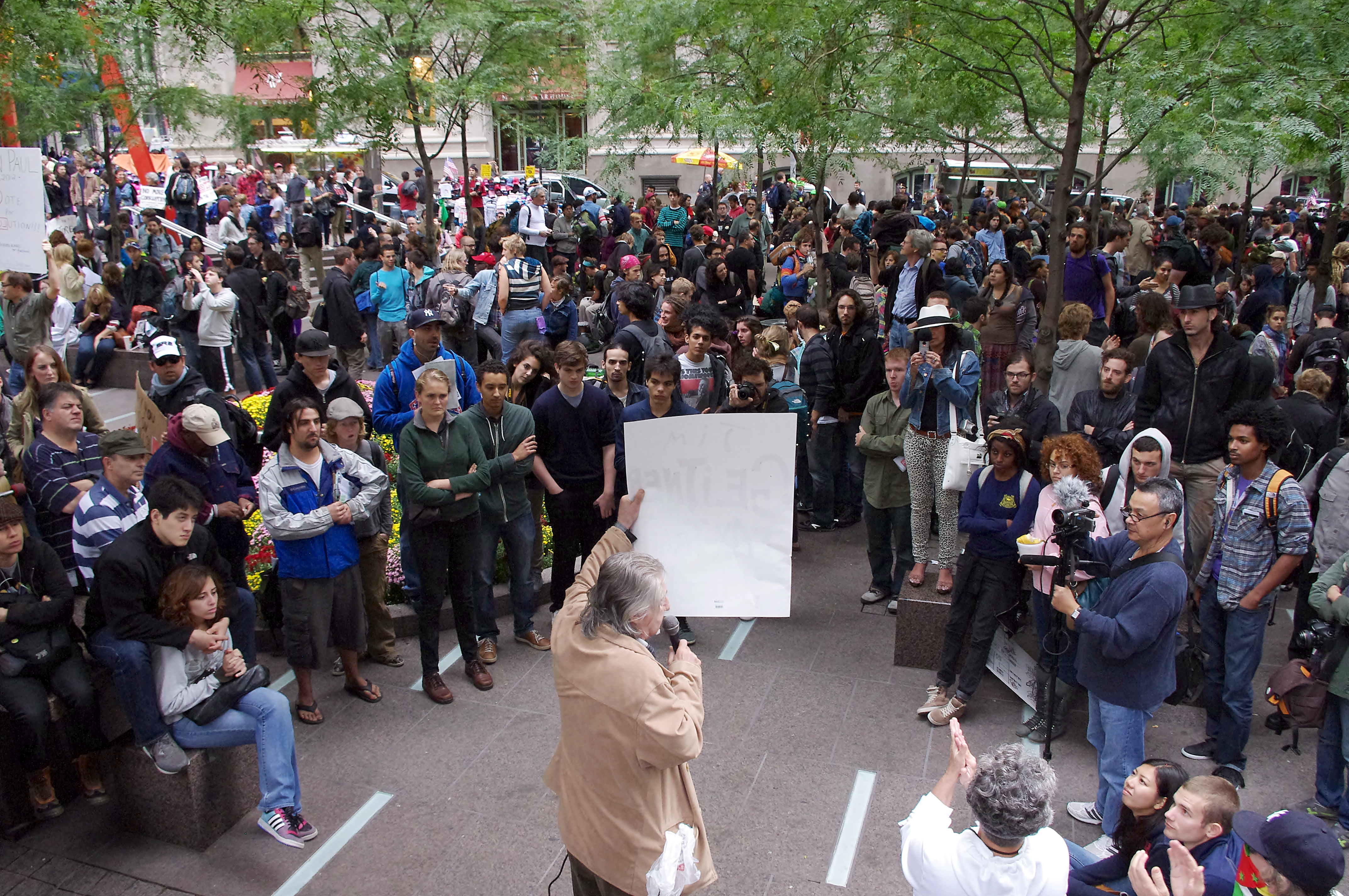
デモ隊拠点のズコッティ公園にて案内をする人（2011年9月17日）

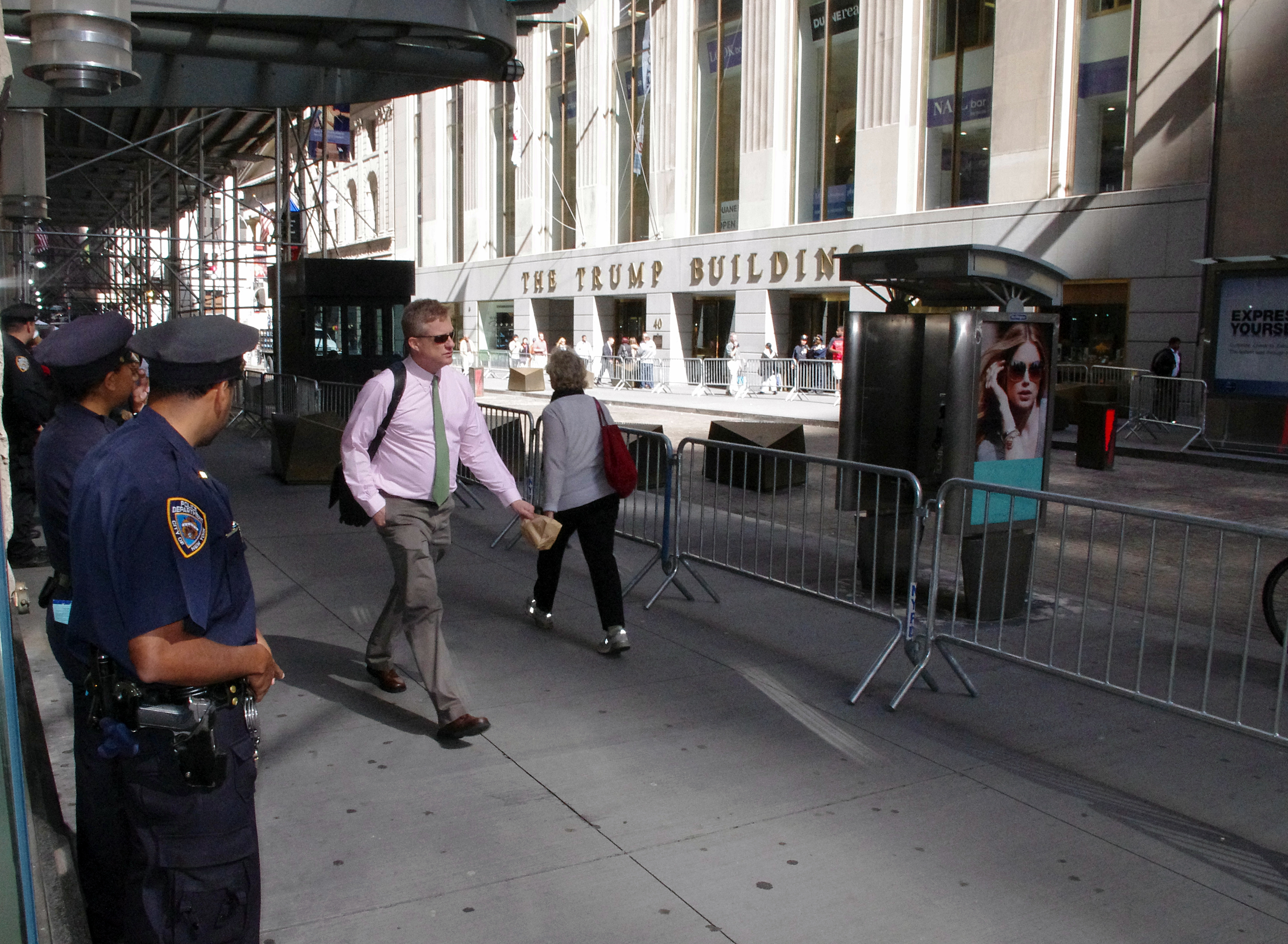
デモ3日目、ズコッティ公園を警備するニューヨーク市警察（2011年9月19日）

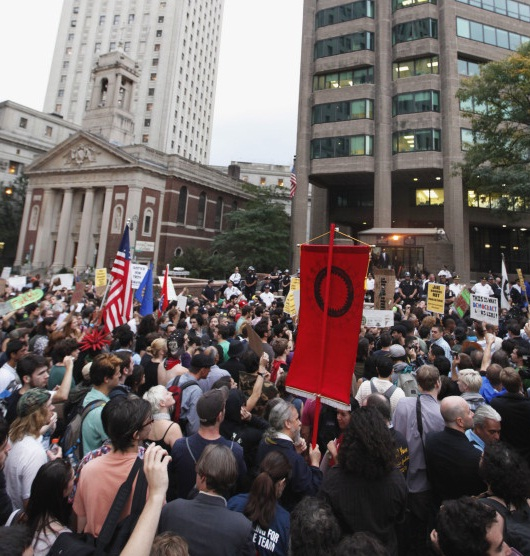
2011年10月1日に行われたデモの様子

ウォール街を占拠せよ（ウォールストリートをせんきょせよ、英: Occupy Wall Street）とは、2011年9月17日からアメリカ合衆国ニューヨーク市マンハッタン区のウォール街において発生した、アメリカ経済界、政界に対する一連の抗議運動を主催する団体名、またはその合言葉である。運動自体は半年以上続いたが、大規模なものは開始後約2ヶ月ほどで沈静化した。

## 背景
2008年9月15日に、アメリカ合衆国の投資銀行であるリーマン・ブラザーズが、連邦裁判所に連邦倒産法第11章の適用を申請し、リーマン・ショックが発生して以来、アメリカ合衆国だけでなく、世界中が世界金融危機の不景気に喘いできた。特にアメリカの19歳から20代前半の若者（ハイスクール卒、大学卒）の4割は職業がなく、それに対し有効な対策を打てないアメリカ合衆国連邦政府に対する（主に中流層が抱く）不満が、この「Occupy Wall Street」のデモ呼びかけに賛同させたとされる。
2010年末より、アラブの春と呼ばれるSNSを発端とする連鎖的な市民革命が中東各地で発生し、2011年5月にはスペインで、のちにインディグナドス運動と呼ばれる組織的かつ大規模な占拠デモが発生していた。2011年9月16日にはニューヨーク市長のマイケル・ブルームバーグがラジオ番組に出演し、悪化する若者の雇用状況を放置すれば、カイロやマドリードと同様にニューヨークでも暴動が起きかねないと警告するなど、溜まった不満の向かい先を心配する声が挙がっていた。

## 主張

アメリカ合衆国での収入分布の不平等を示すグラフ。資産の不平等と収入の不平等性は、占領デモの参加者たちの中心的な懸念である米議会予算局のデータによると、1980年には上位1%が全収入の9.1%を稼いでいたのに対し、2006年にはその比率は18.8%まで増加している

公式サイトでは「ワシントンD.C.の議員に対し、カネの影響力をなくすための委員会を設置するよう」、バラク・オバマ大統領に対して要求しているものである。その他、デモ活動では当初、以下のような主張が掲げられた。
- 政府による金融機関救済への批判[2]
- 富裕層への優遇措置への批判[2]
- グラス・スティーガル法改正による金融規制の強化[2]
- 高頻度取引の規制[2]

デモ参加者数が増えるに従って要求も多様化し、高額の家賃や学費に対する批判、高い失業率や年金問題の改善要求、地球温暖化防止などが加わっていった。

### We are the 99%
"We are the 99%" は、ウォール街を占領せよの参加者たちのスローガンである。
1970年代から、アメリカ合衆国において上位1パーセントの富裕層が所有する資産が増加し続けている状況を表している。米議会予算局によると1979年から2007年の間に、アメリカの上位1パーセントの収入は、平均すると275パーセント増加した。同じ期間に、60パーセントを占める中間所得層の収入の増加は40パーセントに、下位20パーセントの最低所得層では18パーセントの増加に留まっている。1979年と比較して、下位90パーセントを占める世帯の平均税引き前収入は900ドル低下しているが、トップ1パーセントの収入は、合衆国の税制が累進的でないため、700000ドル以上増加している。1992年から2007年にかけて、合衆国における高額所得者上位400名の収入はおよそ4倍上昇していながら、平均税率は37パーセント低下している。

2007年において、最も裕福な1パーセントが合衆国の全ての資産の34.6パーセントを所有しており、次の19パーセントの人口が50.5パーセントを所有している。

## 経過

### 発端
2011年7月、カナダの雑誌『アドバスターズ』の創始者カレ・ラースンは金融機関や政界に対して抗議の意志を表明するために、金融界の象徴といえるウォール街での行進やニューヨーク証券取引所前での座り込みなどを行い、「ウォール街を数ヶ月占拠する」というデモ活動を呼びかけた。そのデモ活動の賛同者、参加者は2万人を目標とし、ラースンは、その運動の告知のためウェブサイトを開設し、TwitterやSNSサイトなどを通じて活動内容を広めていった。ラースン自身は、当初は保守派によるティーパーティー運動に対抗する意図があったと述べている。
ラースンはこのデモ活動「Occupy Wall Street」がアメリカだけでなく、チュニジアから始まった抗議活動が北アフリカに広まったアラブの春と同様、世界中で起こるべきであり、また2011年8月に起こったイギリス暴動とは違う、平和的な抗議活動にするべきという考えだとされる。

### 2011年9月
9月17日、デモの趣旨に賛同する若者を中心とした1000人ほどの集団がウォール街において「ウォール街を占拠せよ（Occupy Wall Stree）」をスローガンに、ウォール街近くにあるズコッティ公園にて集会を行いウォール街を行進、また路上に座り込み、午後にはアメリカ金融界を象徴するブル像周辺でデモを実施した。
これに対してニューヨーク市警察はデモ隊を排除し抑えこみを図り、バンク・オブ・アメリカが入るビルに立ち入ろうとした二人が逮捕され、顔が見えないマスクをつけていた4人組が逮捕されるなど（複数人でこのような行為をすることは違法となる）、19日までに7人が逮捕された。警察による規制もあり、数百人程度の規模となったが「Occupy Wall Street」のデモ活動そのものは持続した。これに対し警察も参加者逮捕や催涙スプレーを使用するなど取り締まりを強化していった。9月24日からの週末には全米からデモ参加者が集結し、デモと無関係な者も含む80人が公務執行妨害などの容疑で逮捕された。
9月30日には金融だけでなく、警察や劣悪な労働環境を批判する者も加わり数千人が集結。また警官が取り締まりの際に催涙スプレーの一種であるトウガラシスプレーを使用した映像がネットで流され、これを批判する抗議活動がマンハッタンの市警察本部前で行われ、約1000人が参加した。同日、ニューヨーク市長のマイケル・ブルームバーグがデモ活動に対する何らかの抑制措置を行うことを示唆した。9月下旬には次第に「Occupy Wall Street」のデモ活動はウォール街にとどまらずアメリカ全土に飛び火していき、シカゴやサンフランシスコ、フィラデルフィアなどで座り込みが始まった。

### 2011年10月
10月1日、ニューヨーク市内でもブルックリン橋で1500人がデモ行進を実施し、これが道路を塞いだとして約700人が逮捕・拘束され、橋が一時閉鎖された。この日の逮捕者の大半は数時間後に釈放されている。10月2日にはボストンやロサンゼルスで金融機関の前で座り込みが行われた。
アメリカ国内では、ワシントンD.C.、フロリダ州タンパやフィラデルフィア、シカゴ、シアトルなど全米に拡大した。

### 2011年11月
11月になっても「Occupy Wall Street」のデモ活動は続き、11月14日にはカリフォルニア州オークランドで警察当局がデモ隊のテントを排除し30人を逮捕した。デモの本拠地であるズコッティ公園の占拠も長引き、近隣住民が警察当局に対し強制排除を要望したこともあり、11月15日未明にデモ隊約200人を排除、70人を逮捕した。テントなども排除した。こうした警察当局による取り締まりに加え、参加者が減少し、資金も先細りとなっていったこともあり、「Occupy Wall Street」のデモ活動はほぼ沈静化した。

### 2012年3月
2012年3月17日、「Occupy Wall Street」のデモ開始半年を記念したデモが行われ数百人が参加。かつての本拠地であるズコッティ公園からマンハッタンを行進し、警察と衝突した数十人が逮捕された。

### 2012年9月
2012年9月17日、「Occupy Wall Street」デモ開始1年を記念したデモが行われ、約1,000人が参加した。そして、治安混乱容疑などで100人以上が逮捕された。

## 参加者
「Occupy Wall Street」の参加者は様々な政治的主張を持っており、その中にはリベラル、無党派層、アナーキスト、社会主義者、リバタリアン、保守派や環境保護活動家が含まれている。デモ開始当初、参加者のほとんどはこれまでにデモ活動を行ったことがない10代後半から20代後半の若者だとされていたが、抗議活動が拡大するのに伴って、様々な年代の人間が集まってきている。参加者の多くは、TwitterやFacebookといったソーシャルネットワークを通じてデモに関わっている。宗教的な信念も、参加者それぞれによって異なる。

### 手法

#### 組織およびデモの基盤
参加者はズコッティ公園に寝袋を持ち込むなどして寝泊まりしながら、株式市場の取引が始まる午前9時半、終了する午後4時にニューヨーク証券取引所の前をデモ行進し、段ボールで作ったプラカードを掲げ鳴り物を響かせる。活動方針は参加者全員が出席するゼネラルアセンブリ（総会）を通じて合議制による話し合いで決められ、またファシリテーター班、医療班、食料班、それにメディア班といった役割分担を行うなど、組織的な活動を行なっていることも特徴の一つである。

## 影響と評価

### 政界への影響
一連の「Occupy Wall Street」デモ活動への参加者は2008年アメリカ合衆国大統領選挙においてバラク・オバマを支持した層と重なるとみられている。それだけに、こうしたデモが勃発し批判の対象となったことは、オバマの再選戦略に大きく影を落とすとみられている。オバマ自身はこのデモ活動に対して理解を示し、自身の金融規制に取り組んできた実績をアピールしている。
一方で共和党からは、「Occupy Wall Street」のデモ活動に対する批判の声があった。テキサス州知事で当時2012年アメリカ合衆国大統領選挙の共和党有力候補であったリック・ペリーは、オバマの経済政策を批判しながらもこうしたデモは理に適っていないとし、同じく有力候補でマサチューセッツ州知事を務めたミット・ロムニーはこうした階級闘争に警鐘を鳴らした。同じく大統領選予備選候補であった実業家のハーマン・ケインも「職がないなら、自分を責めろ」と述べた（のちに「責めるべき対象は、オバマ政権の経済失政だ」と方向を転換した）。

### 賛同する著名人

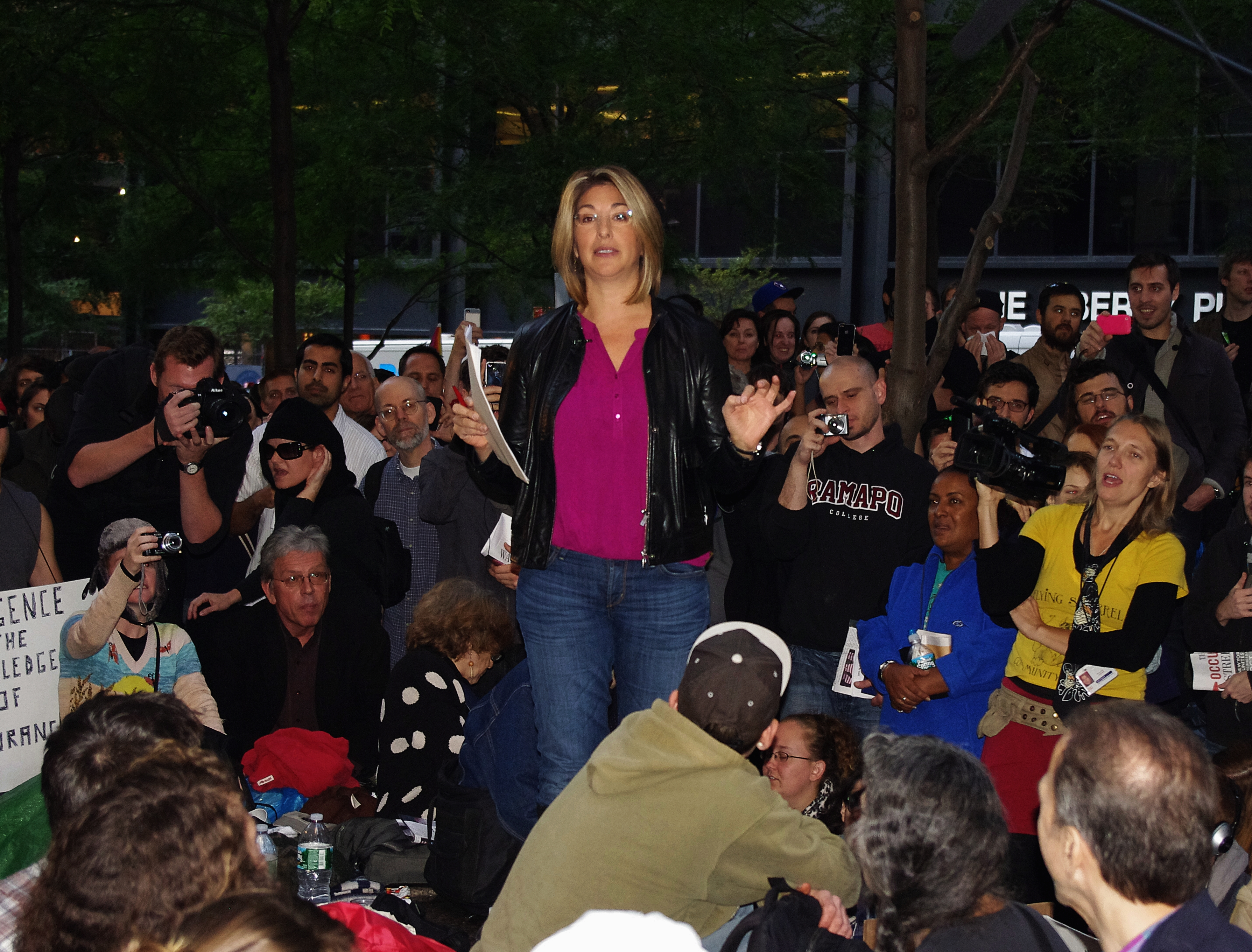
演説を行うナオミ・クライン。10月6日

- スーザン・サランドン - 女優でアカデミー賞受賞者。デモへの協力意志を表明し、9月27日にデモ拠点となっているズコッティ公園を訪れた[11]。
- マイケル・ムーア - 映画監督。やはり公園を訪問し参加者達を激励[24]。
- ナオミ・クライン - ジャーナリスト。10月6日のリバティ広場でのスピーチで参加者を激励[46]。
- ジョージ・ソロス - 投機家。大手金融機関と中小企業の間にある不公平感を指摘し、デモ参加者に共感すると表明[47]。
- オノ・ヨーコ - 芸術家。twitterでデモ参加者を英雄と称賛[47][48]。
- ティム・ロビンス - 俳優、映画監督。デモに参加[49]。
- ポール・クルーグマン - 経済学者。富裕層の既得権益を非難し、正当な行動を起こしたデモ参加者を賞賛[50][51]。
- トム・モレロ - ミュージシャン。活動に賛同する楽曲を提供し演奏を行った[52]。
- デヴィッド・グレーバー　「私たちは99％だ（We are the 99%）」 のスローガンを考案。

### 労働組合の支援
教員、鉄道や看護師などの、数多くの労働組合が、支持と賛意を表明し、デモに参加している。

### 米国外への拡散
アメリカ以外の都市へも、「国際行動デー」として現地時間の10月15日に同様の抗議活動を起こすよう呼びかけられた。呼びかけた主宰サイトでは、合計82の国と地域、951都市に広がる見通しであるとした。
- オーストラリア - シドニーの金融街マーティン・プレイスで約2000人がデモに参加[57]。
- ドイツ - ベルリンの首相府前にて数千人がシュプレヒコール、また欧州中央銀行本部があるフランクフルトで数千人がデモ行進[56]。
- フランス - G20財務相・中央銀行総裁会議が行われていたパリでデモ行進実施[56]。
- イギリス - ロンドン証券取引所近くで数千人がデモ行進[56]。
- イタリア - ローマでは数万人が参加し、一部が暴徒化。銀行などの窓ガラスが割られる、コロッセオ近郊にて車が放火されるなどした[56][57]。
- 日本 - 六本木や日比谷で東京を占拠せよ (Occupy TOKYO)をスローガンにデモが行われた[58][59]。参加者は警視庁の集計で約500人[60]。
- 韓国 - ソウル特別市内の官庁、ソウル駅の前、ソウル広場にて実施[57]。約500人が参加[56]。
- 中華民国 - 台北101周辺でデモ実施[57]。約100人が参加[56]。

また北京市、上海市、南京市などでデモが呼びかけられた中華人民共和国においては警備が強化され、またインターネットの検索にも制限がかけられた。

### 批判
「名誉毀損防止同盟」（ADL）は、デモ参加者が反ユダヤ主義的なスローガンやプラカードを掲げていると批判している。ADLは公式サイト上でデモ参加者の発言やプラカードを紹介している。

例えば「ユダヤ人は世界で最も賢いやつらさ。やつらはメディアをコントロールしているのさ」や「お前は金を稼いだ。それがお前が（俺たちと）闘う理由なんだろう、ユダヤ人さんよ。お前は英語を話すことすらできないのか？お前はイスラエル人か？イスラエルに帰りやがれ」といったデモ参加者による差別発言があったり、「人類 VS ロスチャイルド」という差別的なプラカードが掲げられていたとのことである。こうした背景には、ゴールドマン・サックスやリーマン・ブラザーズ、ロイターといった大企業の創始者が、いずれもユダヤ人であることからきている（当該項目も参照のこと）。

## 書籍
ドキュメントがまとめられている。
- 「オキュパイ・ガゼット」編集部・湯浅誠・肥田美佐子「私たちは“99%”だ　―ドキュメント ウォール街を占拠せよ―」岩波書店　2012年4月　ISBN 978-4000257787
- ライターズ・フォア・ザ99%（芦原省一・訳、高祖岩三郎・監訳） 「ウォール街を占拠せよ　―はじまりの物語―」大月書店 2012年10月　ISBN 978-4272330782